# A fuerza de arrastrarse (película)
A fuerza de arrastrarse es una película muda y en blanco y negro (existen copias coloreadas) con participación española basada en la obra teatral homónima de José Echegaray y estrenada en 1924, rodada en El Escorial, Madrid.
El argumento recrea el prólogo y los tres actos de la obra teatral.

## Reparto
- Amalia de Isaura: Josefina
- Antonio Martiáñez: Javier
- Rafael Nieto: Claudio Maltrana
- José Montenegro: Marqués de Retamosa
- Pura de Benito: Blanca
- José Romeu: Plácido Medrano
- Modesto Rivas: Tomás
- Arturo de la Riva:Basilio